# 尼德格

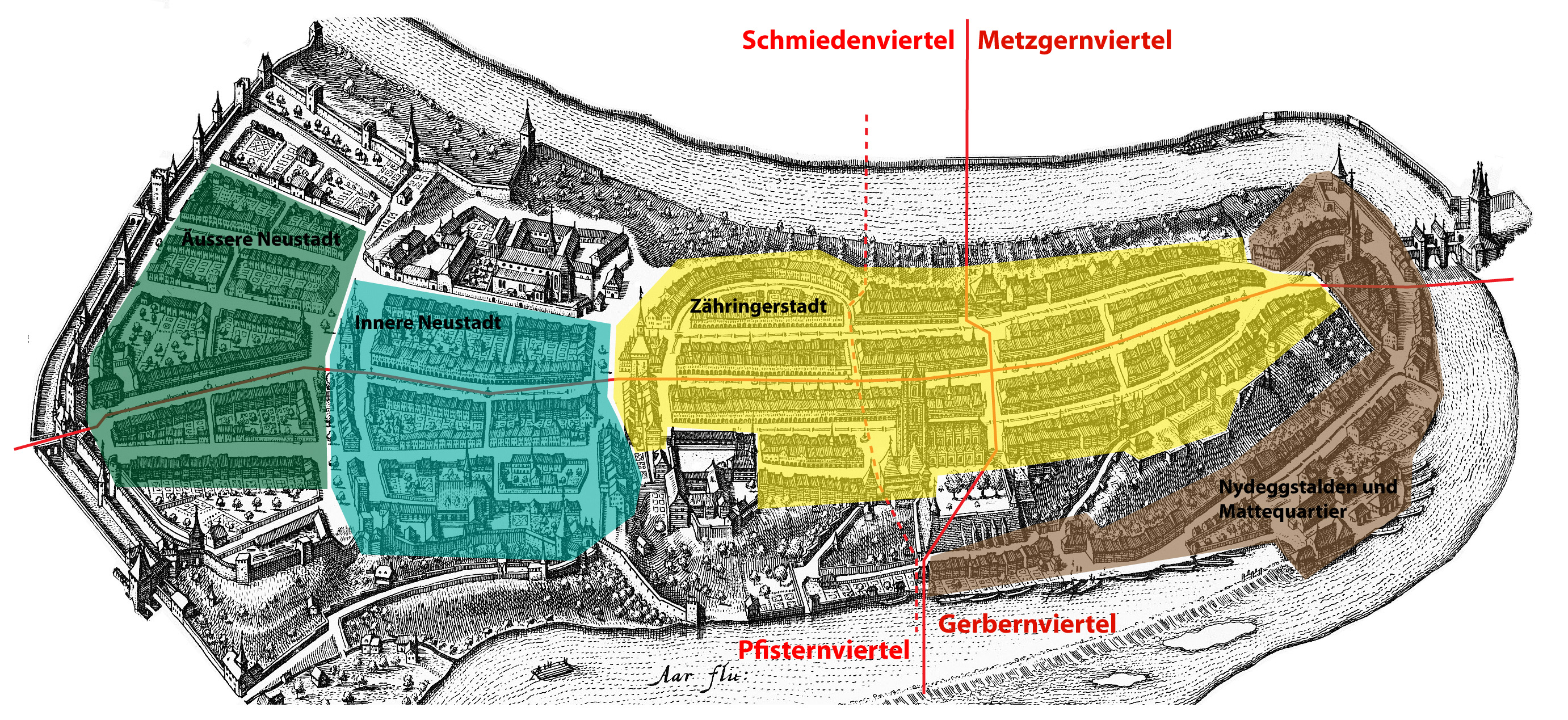

尼德格（德語：Nydegg）是瑞士伯尔尼伯尔尼老城东端的一部分。 
伯尔尼在1191年建城。在这最古老的中心城区宰林根城东端的阿勒河河畔，是尼德格城堡。在城堡周围建起的房屋形成了尼德格区。大约1268年尼德格城堡被毁坏，城市扩大到以前城堡所在的地区。
尼德格位于阿勒半岛的东北部，是中世纪伯尔尼最小的社区，以手工作坊和商业活动为主。一份中世纪文献记载该区机器、推车和商业活动的噪音引发了许多投诉。在河边一带有三条人工渠道，将阿勒河水引到建于1360年的三个水车。繁忙的码头装载由船上下运输的货物。